# Bert W. O’Malley
Bert William O’Malley (* 19. Dezember 1936 in Pittsburgh, Pennsylvania) ist ein US-amerikanischer Molekular- und Zellbiologe am Baylor College of Medicine in Houston, Texas. Er ist seit 2018 Kanzler (Chancellor) der Universität.

## Leben
O’Malley erwarb 1959 einen Bachelor an der University of Pittsburgh und 1963 einen M.D. an der University of Pittsburgh School of Medicine. Als Assistenzarzt arbeitete er am Duke University Medical Center, bevor er 1965 an die National Institutes of Health (NIH) ging, ab 1967 als Leiter der Abteilung für Molekularbiologie am National Institute of Child Health and Development (NICHD). Nach einer Professur für Reproduktive Biologie (1969–1973) an der Vanderbilt University in Nashville, Tennessee, wurde O’Malley Inhaber des Lehrstuhls für molekulare und zelluläre Biologie am Baylor College of Medicine in Houston, Texas. Den Lehrstuhl gab er mit seiner Ernennung zum Kanzler der Universität ab.
Bert W. O’Malley ist verheiratet und hat vier Kinder.

## Wirken
O’Malley gilt als führend bei der Erforschung der Wirkung der weiblichen Steroidhormone Progesteron und Östrogen und der grundlegenden Mechanismen der Genregulation (Regulation der Genexpression) bei Eukaryoten. O’Malley konnte zeigen, dass Steroidhormone und Kernrezeptoren zunächst auf der Ebene der Gentranskription zur Regulation der mRNA-Synthese wirken. O’Malley beschrieb die molekularen Schritte vom Hormon zum Gen zum Protein und entdeckte die „Missing-Link-Regulatoren“ (Koaktivatoren/Korepressoren), die die Transkriptionsanweisungen der Rezeptoren entziffern. Seine Arbeiten führten zum molekularen Verständnis der Wirkung von Hormonantagonisten und haben eine erhebliche Bedeutung für die Bereiche Endokrinologie, Fortpflanzung, Erbkrankheiten und die Behandlung hormonabhängiger Arten von Brust- und Prostatakrebs.

## Auszeichnungen (Auswahl)
- 1979 Dickson Prize in Medicine[3]
- 1988 Fred Conrad Koch Award
- 1992 Mitgliedschaft in der National Academy of Sciences
- 1996 Mitgliedschaft in der American Academy of Arts and Sciences[4]
- 2001 Antonio-Feltrinelli-Preis[5]
- 2005 Pasarow Award
- 2007 National Medal of Science[1][6]
- 2011 Ernst Schering Preis[7]
- 2013 Endocrine Regulation Prize
- 2018 Louisa-Gross-Horwitz-Preis

O’Malley hält Ehrendoktorate folgender Universitäten: New York Medical College, Karolinska Institutet, National University of Ireland, University of Maryland, University of Pennsylvania, University of Pittsburgh, Universität Athen.